# Phil Robson

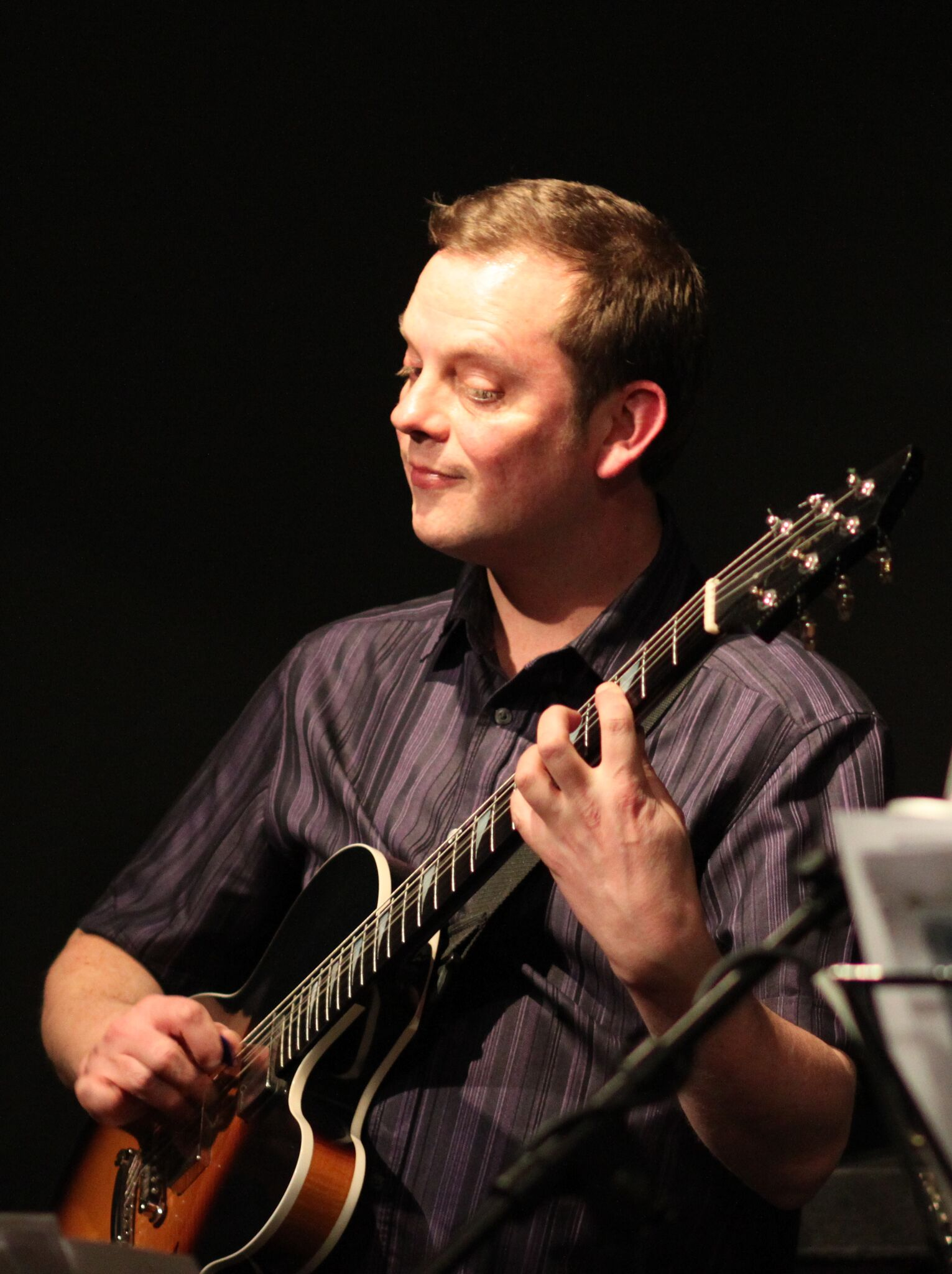
Phil Robson

Phil Robson (* 28. Februar 1970 in Derby) ist ein britischer Jazzmusiker (Gitarre, Komposition) des Modern Jazz.

## Leben und Wirken
Robson, der in Derby aufwuchs, lernte ab dem zehnten Lebensjahr Gitarre; sein Vater ist ein semiprofessioneller Klarinettist. Bereits als Jugendlicher begleitete er im örtlichen Jazzclub Gastmusiker wie John Etheridge und Bheki Mseleku, aber auch seinen Vater Trevor Robson. Mit 18 Jahren zog er nach London, wo er an der Guildhall School of Music ein Jazzstudium absolvierte. In den 1990er-Jahren gehörte er dem britischen National Youth Jazz Orchestra an, mit dem zwischen 1991 und 1993 auch erste Aufnahmen entstanden. Anschließend arbeitete er in der britischen und internationalen Jazzszene mit Musikern wie Christine Tobin, Andrea Vicari,  Ken Stubbs, Claire Martin, Liam Noble, Alec Dankworth, Hans Koller sowie mit Billy Hart, James Genus, Donny McCaslin und David Liebman. Als Begleitmusiker war er weiterhin für Charles Earland, Kenny Wheeler, Bob Brookmeyer, Steve Lacy und Barbra Streisand tätig. Zwanzig Jahren leitete er gemeinsam mit Julian Siegel die Formation Partisans, die fünf Alben veröffentlichte.
Robsons Debütalbum Impish erschien 2002 bei Babel, gefolgt von  Screenwash (2004), mit Eigenkompositionen, aber auch Coverversionen von John Lennons „Jealous Guy“ oder Jerome Kerns „Yesterdays“.  2011 nahm Robson unter eigenem Namen das Album The Immeasurable Code (Whirlwind) auf, an dem Gareth Lockrane, Mark Turner, Michael Janisch und Ernesto Simpson (Schlagzeug) mitwirkten. Seit 2015 lebt er in New York; gegenwärtig (2019) leitet er ein eigenes Quartett, gehört aber auch Peter Leitchs New Life Orchestra und dem Jed Levy Quartet an. Im Bereich des Jazz war er zwischen 1984 und 2015 an 42 Aufnahmesessions beteiligt, zuletzt mit Jeff Williams. Bei den Parliamentary Jazz Awards 2009 war er Sieger in der Kategorie Jazzmusiker des Jahres.

## Diskographische Hinweise
- Julian Siegel/Phil Robson: Partisans (EFZ, 1996), mit Thad Kelly, Steve Watts, Gene Calderazzo
- Alec Dankworth/Julian Argüelles/Phil Robson: If You're Passing By … (Candid, 2002)
- The Cut Off Point (Whirlwind, 2014), mit Ross Stanley, Gene Calderazzo
- Two Cities Collaboration: Two Cities (EP, 2020), mit Christine Tobin, Ben Somers, Josephine Davies
- Portrait in Extreme (Lyle, 2022)

## Lexikalischer Eintrag
- Ian Carr et al.: The Rough Guide to Jazz. Rough Guides, New York/London 2004, ISBN 1-84353-256-5.